# Bruinschouderpapegaai
De bruinschouderpapegaai (Touit stictopterus) is een vogel uit de familie Psittacidae (papegaaien van Afrika en de Nieuwe Wereld). De wetenschappelijke naam van de soort werd als Urochroma stictoptera in 1862 gepubliceerd door Philip Lutley Sclater. Het is een door habitatverlies kwetsbaar geworden vogelsoort die voorkomt in Colombia, Ecuador en Peru.

## Kenmerken
De vogel is 17 tot 18 cm lang en overwegend groen gekleurd. Kenmerkend zijn bruine veertjes met lichte randen op de schouder.

## Verspreiding en leefgebied
Deze soort heeft een gefragmenteerd voorkomen in zuidelijk Colombia (departementen Cundinamarca, Meta en Cauca), Ecuador (provincies Napo, Morona-Santiago en Zamora-Chinchipe) en noordelijk Peru (Cajamarca, San Martín en Amazonas). De leefgebieden van deze vogel liggen in hoog opgaand natuurlijk tropisch bos in berggebieden tussen de 1050 en 1700 meter boven zeeniveau. Er zijn ook waarnemingen in lager gelegen savannegebieden.

## Status
De grootte van de populatie werd in 2021 door BirdLife International geschat op 5000 tot 21.000 volwassen individuen. De populatie-aantallen nemen af door habitatverlies. Het leefgebied wordt aangetast door ontbossing (vooral in Colombia) en de aanleg van infrastructuur en de bouw van menselijke nederzettingen. Om deze redenen staat deze soort als gevoelig op de Rode Lijst van de IUCN.
Er gelden beperkingen voor de handel in deze papegaai, want de soort staat in de Bijlage II van het CITES-verdrag.